# Gephyrocapsa huxleyi
Gephyrocapsa huxleyi, früher Emiliania huxleyi, ist eine Kalkalge und gehört zur Ordnung der Isochrysidales. Sie kommt von den Polargebieten bis zum Äquator weltweit vor und ist eine Schlüsselspezies im Ökosystem Ozean. Coccolithophoren wie Gephyrocapsa huxleyi halten einen Anteil von beinahe 50 Prozent an der biologischen Kohlenstoffpumpe der Meere und leisten ein Drittel der meeresgebundenen Produktion von Calciumcarbonat.
Gephyrocapsa huxleyi ist ein einzelliges Phytoplankton, bedeckt mit mikroskopischen Calcit-Scheibchen, sogenannten Coccolithen. Das Art-Epitheton huxleyi ist benannt nach dem britischen Forscher Thomas Henry Huxley. G. huxleyi ist der weltweit bedeutendste Vertreter der Coccolithophoriden sensu lato (Haptophyta) und wurde aufgrund der klimatologischen Relevanz von der Deutschen Botanischen Gesellschaft zur Alge des Jahres 2009 gewählt. Aufgrund seiner Verfügbarkeit und Relevanz gilt G. huxleyi als Modellorganismus.

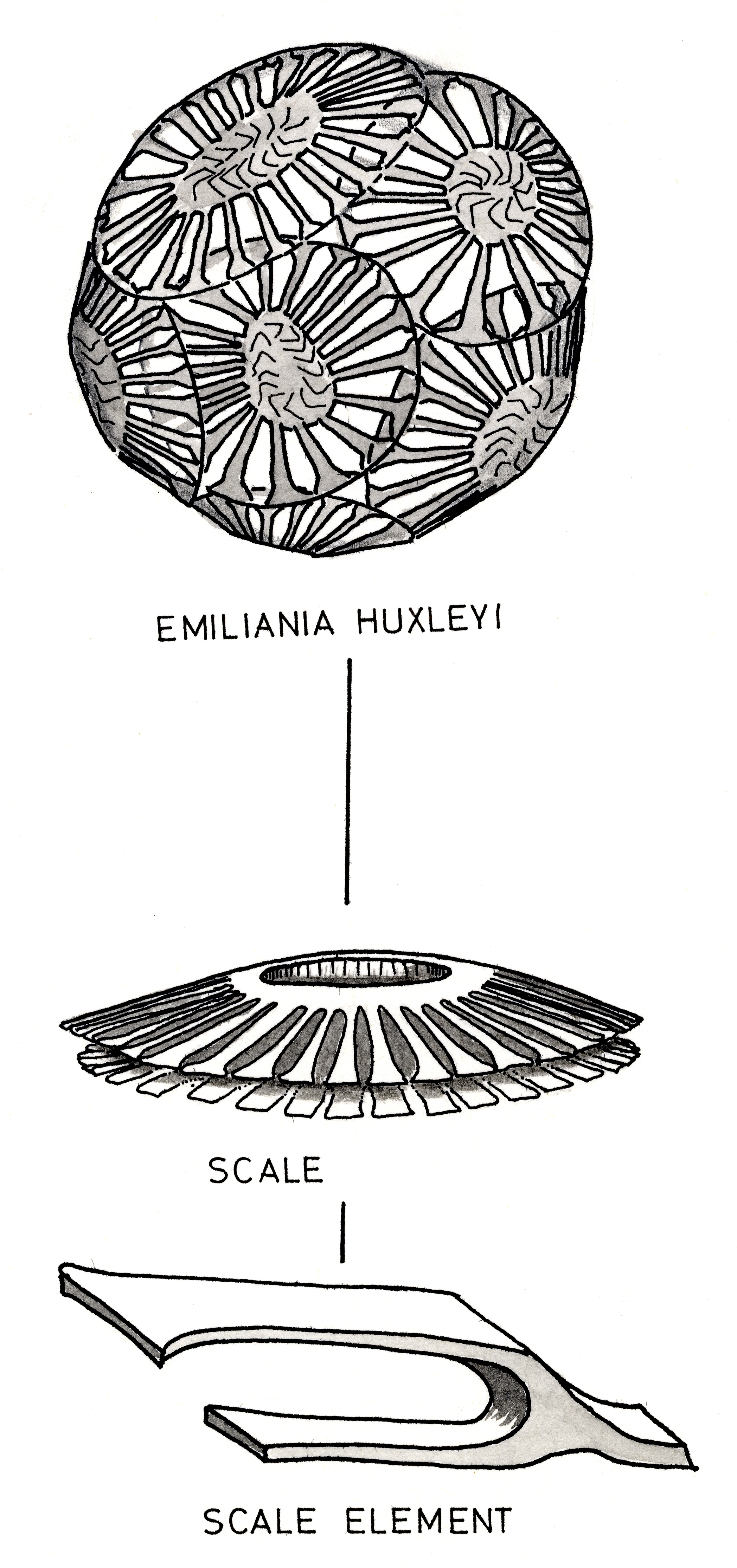
Illustration der schalenartigen Panzerung von G. huxleyi

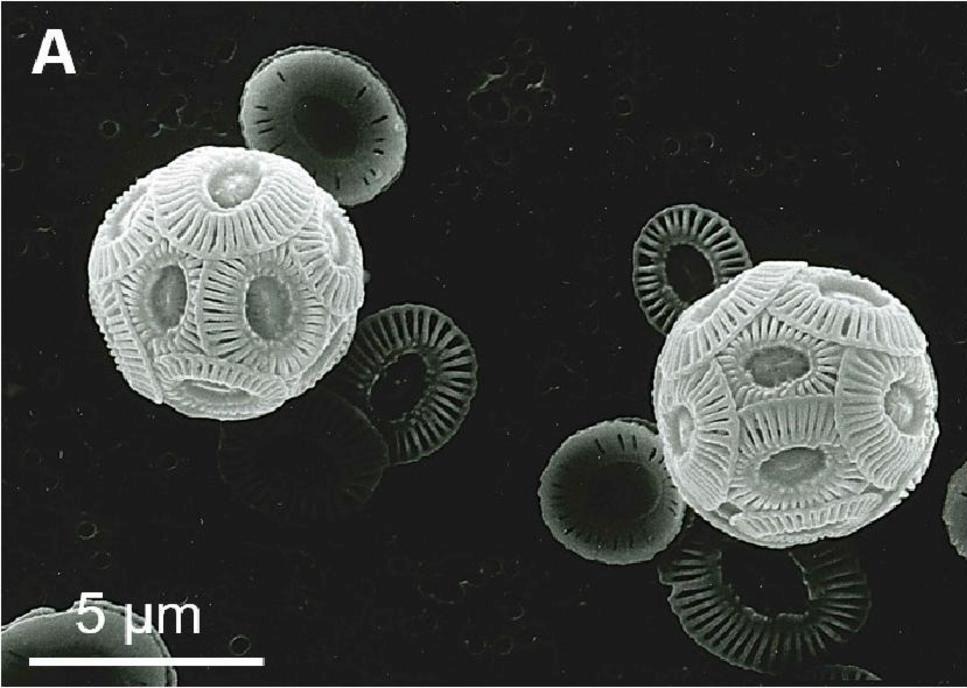
Coccolithen von G. huxleyi

## Genetik
Das Kerngenom von G. huxleyi wurde 2013 sequenziert, damit ist diese Art die erste sequenzierte Art der Haptophyta.

## Algenblüten
Algenblüten von G. huxleyi können enorme Ausmaße erreichen, möglicherweise bis über 100.000 km².

## Parasiten

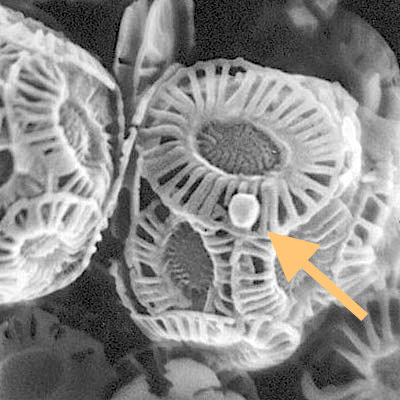
Riesen-Coccolithovirus EhV-86 (mit Pfeil), infiziert G. huxleyi

G. huxleyi wird von Viren der Spezies Coccolithovirus huxleyi (Emiliania huxleyi virus 86, EhV-86) aus der Gattung Coccolithovirus parasitiert, einem Riesenvirus aus der Familie Phycodnaviridae.

## Produktion von Alkenonen
G. huxleyi ist, wie einige andere Vertreter der Ordnung Isochrysidales, in der Lage, langkettige Alkenone (ungesättigte Methyl- oder Ethylketone) zu produzieren.